# Coupe du pays de Galles de football 2011-2012
Navigation
Coupe du pays de Galles 2010-2011 Coupe du pays de Galles 2012-2013
La coupe du pays de Galles de football 2011-2012 est la 125e édition de la coupe du pays de Galles de football.
Mettant aux prises 190 équipes galloises de football, elle débute le 13 août 2011 et se termine par une finale organisée en mai 2012. Le vainqueur de l'épreuve se qualifie pour le premier tour de qualification de la Ligue Europa 2012-2013.
Le tenant du titre est le Llanelli AFC. Elle est remportée par The New Saints 2-0 contre Cefn Druids, équipe de deuxième division.

## Troisième tour
| Équipe accueillant | Score      | Équipe visiteuse              |
| ------------------ | ---------- | ----------------------------- |
| AFC Porth          | 4–3 (pén)  | Cambrian and Clydach Vale BGC |
| Bangor City        | 2–4        | Llanelli AFC                  |
| Buckley Town       | 4–3        | Taff's Well AFC               |
| Caersws            | 2–4        | Llandudno FC                  |
| Carmarthen Town    | 2-1        | Bridgend Town                 |
| FC Cefn            | 1-6        | Aberystwyth Town              |
| Flint Town United  | 4–0        | Newport Civil Service FC      |
| Gap Connah's Quay  | 1-2        | Cefn Druids AFC               |
| Merthyr Saints AFC | 0-6        | Bala Town                     |
| Neath              | 4-0        | West End                      |
| Newport County     | 3-2        | Barry Town                    |
| Newtown AFC        | 1-2 (a.p.) | Rhyl                          |
| Port Talbot Town   | 0-1        | Afan Lido                     |
| Prestatyn Town     | 6-2        | Goytre United                 |
| The New Saints     | 6-0        | Bryntirion Athletic           |
| Wrexham            | 1-2 (a.p.) | Airbus UK Broughton           |

## Quatrième tour
Le quatrième tour de l'épreuve est joué le 28 et le 29 janvier 2012.
| Équipe accueillant | Score      | Équipe visiteuse    |
| ------------------ | ---------- | ------------------- |
| Aberystwyth Town   | 5–3 (pén)  | Llandudno FC        |
| Afan Lido          | 4–5 (pén)  | Airbus UK Broughton |
| Buckley Town       | 2–4 (a.p.) | Bala Town           |
| Carmarthen Town    | 3–1 (a.p.) | AFC Porth           |
| Flint Town United  | 1–3        | Neath               |
| Prestatyn Town     | 0–2        | Cefn Druids         |
| Rhyl               | 4–5 (pén)  | Llanelli AFC        |
| The New Saints     | 4–0        | Newport County      |

## Quarts de finale
Les quarts de finale sont joués le 25 février 2012.
| Équipe accueillant  | Score      | Équipe visiteuse |
| ------------------- | ---------- | ---------------- |
| Aberystwyth Town    | 0-1        | Cefn Druids      |
| Airbus UK Broughton | 3-1        | Carmarthen Town  |
| Bala Town           | 5-4 (pén.) | Llanelli AFC     |
| The New Saints      | 1-0        | Neath            |

## Demi-finales
Les demi-finales sont jouées le 31 mars et le 1er avril 2012.
| Équipe accueillant | Score | Équipe visiteuse    |
| ------------------ | ----- | ------------------- |
| Bala Town          | 0-4   | The New Saints      |
| Cefn Druids        | 4-1   | Airbus UK Broughton |

## Finale
La finale est jouée le 5 mai 2012 au Nantporth, stade de football de l'équipe de Bangor City.
| 5 mai 2012 | (D2) Cefn Druids | 0 - 2 | The New Saints (D1)         | Nantporth (Bangor)                        |                                           |
| |                  | (0 - 2) | 13e Draper · 15e Darlington | Spectateurs : 731 Arbitrage : Kevin Parry | Spectateurs : 731 Arbitrage : Kevin Parry |
| | (Rapport)        | |                             | Spectateurs : 731 Arbitrage : Kevin Parry | Spectateurs : 731 Arbitrage : Kevin Parry |
| Chris Mullock, Mark Harris, Joe Price, Adam Hesp, Tom McElmeel, George Hughes, Marc Griffiths, Kieron Quinn ( 88e Jack Edwards), Tony Cann, Andrew Swarbrick ( 90e Paul Speed), Warren Duckett | Équipes          | Paul Harrison, Simon Spender, Chris Marriott, Phillip Baker, Steve Evans, Christian Seargeant, Aeron Edwards ( 84e Scott Ruscoe), Greg Draper ( 77e Nicky Ward), Alex Darlington , Craig Jones, Ryan Fraughan ( 68e Tomos Roberts) |                             | Spectateurs : 731 Arbitrage : Kevin Parry | Spectateurs : 731 Arbitrage : Kevin Parry |